# Katabu
Katabu är en ort i Indonesien.   Den ligger i provinsen Sulawesi Tenggara, i den centrala delen av landet, 1 700 km öster om huvudstaden Jakarta. Katabu ligger 63 meter över havet och antalet invånare är 42 750. Den ligger på ön Pulau Muna.
Terrängen runt Katabu är platt. Runt Katabu är det ganska glesbefolkat, med 42 invånare per kvadratkilometer. Det finns inga andra samhällen i närheten. Omgivningarna runt Katabu är en mosaik av jordbruksmark och naturlig växtlighet.